# Zawory spinowe

Rysunek 1: Układ warstw typu zawór spinowy

Zawór spinowy (SV – spin valve) – cienkowarstwowy układ typu AF/F1/NF/F2, wykazujący gigantyczny magnetoopór. Schematycznie układ warstwowy typ zawór spinowy pokazano na rys. 1.
Warstwa F1, nazywa się przyszpiloną, gdyż do jej przemagnesowania niezbędne jest przyłożenie pola magnetycznego o odpowiednim kierunku i wartości znacznie przekraczającej pole koercji tej warstwy (HC(1)).

Rysunek 2: Ilustracja oddziaływania wymiennego pomiędzy antyferromagnetykiem (AF) i ferromagnetykiem (F_{1})

W wyniku oddziaływania wymiany (rys. 2) warstwa ferromagnetyka w układzie AF/F1 wykazuje asymetrię względem osi zerowego natężenia pola magnetycznego, determinującą pole wymiany HEB (pole anizotropii jednozwrotowej).
{\displaystyle H_{EB}={\frac {J_{EB}}{\mu _{0}M_{F}t_{F}}}}

Rysunek 3: Schematyczne przedstawienie zasady działania zaworu spinowego (a) pętla histerezy warstwy swobodnej (F_{2}) (b) pętla histerezy warstwy przyszpilonej (F_{1}) (c) efektywna pętla histerezy zaworu spinowego (d) gigantyczny magnetooporu zaworu spinowego (AF/F_{1}/NF/F_{2}). H – natężenie pola magnetycznego, M – moment magnetyczny, R – opór, H_{EB} – pole anizotropii wymiany M_{1} (strzałka czerwona) – kierunek namagnesowania warstwy
F_{1}, M_{2} (strzałka niebieska) – kierunek namagnesowania warstwy F_{2}. Linia różowa i zielona ilustrują zakresy wartości pola magnetycznego, dla H zmieniającego się od wartości dodatnich do ujemnych (linia różowa) i w kierunku przeciwnym (linia zielona)

Przemagnesowanie takiej warstwy zachodzi w polu HEB±HC(1) (Rys. 3). Natomiast warstwa swobodna (F2), przy zaniedbywalnym oddziaływaniu pomiędzy F1 i F2, przemagnesowuje się w polu ±HC(2). Warstwy ferromagnetyczne sprzężone 
z antyferromagnetycznymi wykazują anizotropię jednozwrotową, gdy:
-	są nanoszone w zewnętrznym polu magnetycznym,
-	są wygrzane powyżej temperatury Néela, oznaczanej w literaturze 
TN (charakterystycznej temperatury, poniżej której występuje zjawisko antyferromagnetyzmu) i schłodzone w obecności zewnętrznego pola magnetycznego.
	Zasadę działania zaworu spinowego wyjaśnia rys. 3, na którym pokazano pętle histerezy M(H) i zależności magnetooporowe GMR(H). Na efekt GMR w zaworach spinowych istotny wpływ ma grubość przekładki nieferromagnetycznej (NF). Za gruba warstwa przekładki powoduje zmniejszanie efektu GMR aż do jego zaniku przy niespełnieniu pierwszego z warunków wystąpienia GMR. Natomiast przy zbyt cienkiej przekładce istnieje prawdopodobieństwo powstania magnetycznych „mostków” pomiędzy warstwami F1 i F2, co prowadzi do ferromagnetycznego oddziaływania pomiędzy warstwami F1 i F2. W konsekwencji zakres pól magnetycznych, dla których obserwowana jest antyrównoległa konfiguracja namagnesowania (a tym samym wysoka wartość R), będzie ulegała stopniowemu zmniejszaniu. Przy silnym oddziaływaniu ferromagnetycznym przemagnesowanie obu warstw zachodzić będzie równocześnie, (bez względu na wartość pola magnetycznego) i efekt GMR nie będzie obserwowany.

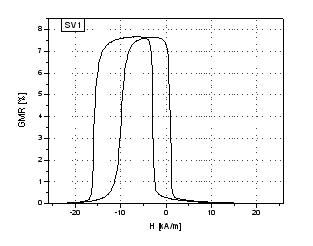
Rysunek 4: Pomiar GMR dla zaworu spinowego

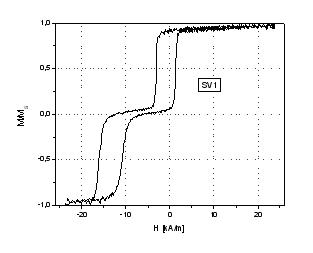
Rysunek 5: Pomiar pętli histerezy magnetycznej dla zaworu spinowego

Rysunek 4 pokazuje zmierzony GMR dla zaworu spinowego, na rysunku 5 widać pętlę histerezy magnetycznej zmierzoną za pomocą magnetometru wibracyjnego dla tego samego zaworu spinowego.
Zawory spinowe znajdują zastosowanie w głowicach odczytu twardych dysków. Właściwy czujnik jest umieszczony między dwiema warstwami wykonanymi z magnetycznie miękkiego materiału (rys. 6), które ekranują od wpływu pól rozproszonych wszystkich bitów (domen) poza aktualnie odczytywanym.
Oznaczenia:
- AF – warstwa antyferromagnetyczna

Rysunek 6: Konstrukcja głowicy odczytu informacji z dysku magnetycznego, wykorzystującej efekt GMR w układzie warstwowym typu zawór spinowy

- F1 – "przyszpilona" warstwę ferromagnetyka
- NF – przekładka nieferromagnetyczna
- F2 – swobodną warstwę ferromagnetyczną.
- JEB – energia oddziaływania wymiany antyferromagnetyk – ferromagnetyk
- MF – namagnesowanie nasycenia warstwy ferromagnetycznej „przyszpilonej”
- tF – grubość warstwy „przyszpilonej"
- HEB – pole anizotropii jednozwrotowej
- μ0 – przenikalność magnetyczna próżni
- M – moment magnetyczny
- MS – moment magnetyczny nasycający
- H – natężenie pola magnetycznego